# Grimmia funalis
Grimmia funalis (deutsch Seil-Kissenmoos oder Seilartiges Kissenmoos) ist eine Laubmoos-Art aus der Familie Grimmiaceae.

## Merkmale
Grimmia funalis wächst in graugrünen, dichten, meist gewölbten Polstern, die leicht in kleinere Teile zerfallen. Die einzelnen Pflanzen sind recht variabel in der Größe, etwa 1 bis 5 Zentimeter groß, aufrecht und verzweigt. Die gekielten Blätter sind trocken spiralig um das Stämmchen gedreht, beim Anfeuchten biegen sie sich nicht oder kaum zurück und sind dann aufrecht bis schwach abstehend. Die unteren Stämmchenblätter sind klein, eilanzettlich und haarlos, die oberen viel größeren Blätter sind aus breiterem Grund schmallanzettlich, 1,5 bis 1,8 Millimeter lang und tragen meist ein mehr oder weniger langes Glashaar. Der Blattrand ist nur auf einer Seite zurückgebogen, sonst flach. Die Blattlamina ist unten einzellschichtig, im oberen Teil kann sie teilweise zweizellschichtig sein, auch die Blattränder sind zweizellschichtig. Die Blattrippe reicht bis in die Blattspitze und ist am Blattgrund schwächer ausgebildet. Die Blattgrundzellen sind verlängert rechteckig bis linealisch mit oft knotig verdickten Zellwänden, nur am Rand sind zwei Zellreihen kürzer, dünnwandig und hyalin. Die oberen Blattzellen sind rundlich quadratisch mit verdickten und buchtigen Zellwänden.
Für die Art kennzeichnend sind schnürchenartige, kleinblättrige Jungtriebe, die im Inneren der Polster spärlich oder auch zahlreicher vorhanden sind.
Die Geschlechterverteilung ist diözisch. Die bis etwa 2 Millimeter lange Seta ist trocken gerade und feucht gebogen. Die geneigte bis hängende Kapsel ist eiförmig und schwach achtrippig.

## Standortansprüche und Verbreitung
Die Art ist ein Gebirgsmoos und wächst auf Silikatgestein an lichtreichen bis beschatteten, trockenen bis feuchten Stellen. Sie ist in Deutschland, Österreich und der Schweiz in den Zentralalpen häufig, im Südschwarzwald gibt es größere Bestände, ist sonst aber sehr selten oder fehlt gänzlich.
Weltweit gibt es Vorkommen auf der Nordhalbkugel in Europa, Asien und Nordamerika.